# KraftWerket
55°39′41.15″N 12°31′6.7″Ø / 55.6614306°N 12.518528°Ø
KraftWerket er et brugerstyret kommunalt kulturhus for unge i Valby, København, der blev etableret i 2002. Huset har TV-studie, industrikøkken, spillested, musikstudie og projektværksted.
KraftWerket har været hjemsted for projekter som web tv-kanalen UP TV, japansk popkulturkonference Genki, Magick-kort spilgruppe, avantgardeteater og ugentligt vegansk folkekøkken.